# Dimas Teixeira
Dimas Manuel Marques Teixeira, noto semplicemente come Dimas (Johannesburg, 16 febbraio 1969), è un ex calciatore portoghese, di ruolo difensore.

## Biografia
Dimas è nato in Sudafrica da genitori portoghesi e lì ha vissuto fino a 17 anni, quando è andato a vivere in Portogallo.

## Caratteristiche tecniche
Fu un terzino sinistro, mancino naturale con vocazione difensiva.

## Carriera

### Club
Dimas debuttò nel campionato di calcio portoghese nel 1987 con l'Académica Coimbra. Successivamente vestì le maglie dell'Estrela Amadora e del Vitória Guimarães, prima di approdare al Benfica nella stagione 1994-1995.

Dimas (in piedi, terzo da destra) alla Juventus nella stagione 1997-1998

Nell'ottobre 1996 Dimas fu acquistato dalla Juventus per 1,5 miliardi di lire, esordendo in Serie A il 1º dicembre di quell'anno contro il Bologna. La sua permanenza in bianconero non è positiva, così, dopo due stagioni da riserva, a Torino, nel settembre 1998 venne ceduto al Fenerbahçe, per poi trasferirsi allo Standard Liegi nel gennaio 2000.
Nella stagione 2000-2001 ritornò in Portogallo, giocando con lo Sporting Lisbona, ma in quella successiva, dopo aver perso il posto da titolare nella squadra, passò all'Olympique Marsiglia, con cui concluse la carriera calcistica.

### Nazionale
Nella Nazionale di calcio portoghese (con cui esordì il 15 agosto 1995 contro il Liechtenstein) Dimas ha collezionato 44 presenze, partecipando anche alla fase finale degli Europei nel 1996 e nel 2000, manifestazioni in cui ha giocato da titolare.

## Statistiche

### Cronologia presenze e reti in nazionale
| Cronologia completa delle presenze e delle reti in nazionale ― Portogallo | Cronologia completa delle presenze e delle reti in nazionale ― Portogallo | Cronologia completa delle presenze e delle reti in nazionale ― Portogallo | Cronologia completa delle presenze e delle reti in nazionale ― Portogallo | Cronologia completa delle presenze e delle reti in nazionale ― Portogallo | Cronologia completa delle presenze e delle reti in nazionale ― Portogallo | Cronologia completa delle presenze e delle reti in nazionale ― Portogallo | Cronologia completa delle presenze e delle reti in nazionale ― Portogallo |
| Data                                                                      | Città                                                                     | In casa                                                                   | Risultato                                                                 | Ospiti                                                                    | Competizione                                                              | Reti                                                                      | Note                                                                      |
| ------------------------------------------------------------------------- | ------------------------------------------------------------------------- | ------------------------------------------------------------------------- | ------------------------------------------------------------------------- | ------------------------------------------------------------------------- | ------------------------------------------------------------------------- | ------------------------------------------------------------------------- | ------------------------------------------------------------------------- |
| 15-8-1995                                                                 | Eschen                                                                    | Liechtenstein                                                             | 0 – 7                                                                     | Portogallo                                                                | Qual. Euro 1996                                                           | -                                                                         | 54’                                                                       |
| 12-12-1995                                                                | Londra                                                                    | Inghilterra                                                               | 1 – 1                                                                     | Portogallo                                                                | Amichevole                                                                | -                                                                         |                                                                           |
| 24-1-1996                                                                 | Parigi                                                                    | Francia                                                                   | 3 – 2                                                                     | Portogallo                                                                | Amichevole                                                                | -                                                                         |                                                                           |
| 21-2-1996                                                                 | Porto                                                                     | Portogallo                                                                | 1 – 2                                                                     | Germania                                                                  | Amichevole                                                                | -                                                                         | 75’                                                                       |
| 27-3-1996                                                                 | Lisbona                                                                   | Portogallo                                                                | 1 – 0                                                                     | Grecia                                                                    | Amichevole                                                                | -                                                                         | 58’                                                                       |
| 29-5-1996                                                                 | Dublino                                                                   | Irlanda                                                                   | 0 – 1                                                                     | Portogallo                                                                | Amichevole                                                                | -                                                                         |                                                                           |
| 9-6-1996                                                                  | Sheffield                                                                 | Danimarca                                                                 | 1 – 1                                                                     | Portogallo                                                                | Euro 1996 - 1º turno                                                      | -                                                                         |                                                                           |
| 14-6-1996                                                                 | Nottingham                                                                | Portogallo                                                                | 1 – 0                                                                     | Turchia                                                                   | Euro 1996 - 1º turno                                                      | -                                                                         |                                                                           |
| 19-6-1996                                                                 | Nottingham                                                                | Croazia                                                                   | 0 – 3                                                                     | Portogallo                                                                | Euro 1996 - 1º turno                                                      | -                                                                         |                                                                           |
| 23-6-1996                                                                 | Birmingham                                                                | Rep. Ceca                                                                 | 1 – 0                                                                     | Portogallo                                                                | Euro 1996 - Quarti di finale                                              | -                                                                         |                                                                           |
| 31-8-1996                                                                 | Erevan                                                                    | Armenia                                                                   | 0 – 0                                                                     | Portogallo                                                                | Qual. Mondiali 1998                                                       | -                                                                         |                                                                           |
| 9-11-1996                                                                 | Porto                                                                     | Portogallo                                                                | 1 – 0                                                                     | Ucraina                                                                   | Qual. Mondiali 1998                                                       | -                                                                         |                                                                           |
| 14-12-1996                                                                | Lisbona                                                                   | Portogallo                                                                | 0 – 0                                                                     | Germania                                                                  | Qual. Mondiali 1998                                                       | -                                                                         |                                                                           |
| 22-1-1997                                                                 | Braga                                                                     | Portogallo                                                                | 0 – 2                                                                     | Francia                                                                   | Amichevole                                                                | -                                                                         | 69’                                                                       |
| 29-3-1997                                                                 | Belfast                                                                   | Irlanda del Nord                                                          | 0 – 0                                                                     | Portogallo                                                                | Qual. Mondiali 1998                                                       | -                                                                         | 64’                                                                       |
| 20-8-1997                                                                 | Setúbal                                                                   | Portogallo                                                                | 3 – 1                                                                     | Armenia                                                                   | Qual. Mondiali 1998                                                       | -                                                                         | 83’                                                                       |
| 6-9-1997                                                                  | Berlino                                                                   | Germania                                                                  | 1 – 1                                                                     | Portogallo                                                                | Qual. Mondiali 1998                                                       | -                                                                         |                                                                           |
| 11-10-1997                                                                | Lisbona                                                                   | Portogallo                                                                | 1 – 0                                                                     | Irlanda del Nord                                                          | Qual. Mondiali 1998                                                       | -                                                                         |                                                                           |
| 22-4-1998                                                                 | Londra                                                                    | Inghilterra                                                               | 3 – 0                                                                     | Portogallo                                                                | Amichevole                                                                | -                                                                         | 54’                                                                       |
| 6-9-1998                                                                  | Budapest                                                                  | Ungheria                                                                  | 1 – 3                                                                     | Portogallo                                                                | Qual. Euro 2000                                                           | -                                                                         |                                                                           |
| 10-10-1998                                                                | Porto                                                                     | Portogallo                                                                | 0 – 1                                                                     | Romania                                                                   | Qual. Euro 2000                                                           | -                                                                         |                                                                           |
| 14-10-1998                                                                | Bratislava                                                                | Slovacchia                                                                | 0 – 3                                                                     | Portogallo                                                                | Qual. Euro 2000                                                           | -                                                                         |                                                                           |
| 10-2-1999                                                                 | Amsterdam                                                                 | Paesi Bassi                                                               | 0 – 0                                                                     | Portogallo                                                                | Amichevole                                                                | -                                                                         |                                                                           |
| 26-3-1999                                                                 | Guimarães                                                                 | Portogallo                                                                | 7 – 0                                                                     | Azerbaigian                                                               | Qual. Euro 2000                                                           | -                                                                         |                                                                           |
| 31-3-1999                                                                 | Vaduz                                                                     | Liechtenstein                                                             | 0 – 5                                                                     | Portogallo                                                                | Qual. Euro 2000                                                           | -                                                                         |                                                                           |
| 5-6-1999                                                                  | Lisbona                                                                   | Portogallo                                                                | 1 – 0                                                                     | Slovacchia                                                                | Qual. Euro 2000                                                           | -                                                                         |                                                                           |
| 9-6-1999                                                                  | Coimbra                                                                   | Portogallo                                                                | 8 – 0                                                                     | Liechtenstein                                                             | Qual. Euro 2000                                                           | -                                                                         |                                                                           |
| 18-8-1999                                                                 | Lisbona                                                                   | Portogallo                                                                | 4 – 0                                                                     | Andorra                                                                   | Amichevole                                                                | -                                                                         |                                                                           |
| 4-9-1999                                                                  | Baku                                                                      | Azerbaigian                                                               | 1 – 1                                                                     | Portogallo                                                                | Qual. Euro 2000                                                           | -                                                                         | 42’                                                                       |
| 8-9-1999                                                                  | Bucarest                                                                  | Romania                                                                   | 1 – 1                                                                     | Portogallo                                                                | Qual. Euro 2000                                                           | -                                                                         |                                                                           |
| 9-10-1999                                                                 | Lisbona                                                                   | Portogallo                                                                | 3 – 0                                                                     | Ungheria                                                                  | Qual. Euro 2000                                                           | -                                                                         |                                                                           |
| 23-2-2000                                                                 | Bruxelles                                                                 | Belgio                                                                    | 1 – 1                                                                     | Portogallo                                                                | Amichevole                                                                | -                                                                         | 80’                                                                       |
| 29-3-2000                                                                 | Leiria                                                                    | Portogallo                                                                | 2 – 1                                                                     | Danimarca                                                                 | Amichevole                                                                | -                                                                         |                                                                           |
| 26-4-2000                                                                 | Reggio Calabria                                                           | Italia                                                                    | 2 – 0                                                                     | Portogallo                                                                | Amichevole                                                                | -                                                                         |                                                                           |
| 2-6-2000                                                                  | Lisbona                                                                   | Portogallo                                                                | 3 – 0                                                                     | Galles                                                                    | Amichevole                                                                | -                                                                         | 68’                                                                       |
| 12-6-2000                                                                 | Eindhoven                                                                 | Portogallo                                                                | 3 – 2                                                                     | Inghilterra                                                               | Euro 2000 - 1º turno                                                      | -                                                                         |                                                                           |
| 17-6-2000                                                                 | Arnhem                                                                    | Romania                                                                   | 0 – 1                                                                     | Portogallo                                                                | Euro 2000 - 1º turno                                                      | -                                                                         |                                                                           |
| 24-6-2000                                                                 | Amsterdam                                                                 | Portogallo                                                                | 2 – 0                                                                     | Turchia                                                                   | Euro 2000 - Quarti di finale                                              | -                                                                         |                                                                           |
| 28-6-2000                                                                 | Bruxelles                                                                 | Francia                                                                   | 2 – 1 gg                                                                  | Portogallo                                                                | Euro 2000 - Semifinale                                                    | -                                                                         | 62’ 91’                                                                   |
| 16-8-2000                                                                 | Lisbona                                                                   | Portogallo                                                                | 5 – 1                                                                     | Lituania                                                                  | Amichevole                                                                | -                                                                         | 46’                                                                       |
| 7-10-2000                                                                 | Lisbona                                                                   | Portogallo                                                                | 1 – 1                                                                     | Irlanda                                                                   | Qual. Mondiali 2002                                                       | -                                                                         | 81’ 88’                                                                   |
| 11-10-2000                                                                | Rotterdam                                                                 | Paesi Bassi                                                               | 0 – 2                                                                     | Portogallo                                                                | Qual. Mondiali 2002                                                       | -                                                                         |                                                                           |
| 15-11-2000                                                                | Tel-Aviv                                                                  | Israele                                                                   | 1 – 2                                                                     | Portogallo                                                                | Amichevole                                                                | -                                                                         |                                                                           |
| 13-2-2002                                                                 | Barcellona                                                                | Spagna                                                                    | 1 – 1                                                                     | Portogallo                                                                | Amichevole                                                                | -                                                                         | 46’                                                                       |
| Totale                                                                    |                                                                           | Presenze                                                                  | 44                                                                        |                                                                           | Reti                                                                      | 0                                                                         |                                                                           |

## Palmarès

### Club

#### Competizioni nazionali
- Coppa del Portogallo: 1

Benfica: 1995-1996
- Campionato italiano: 2

Juventus: 1996-1997, 1997-1998
- Supercoppa italiana: 1

Juventus: 1997

#### Competizioni internazionali
- Supercoppa UEFA: 1

Juventus: 1996
- Coppa Intercontinentale: 1

Juventus: 1996